# Península de Coromandel

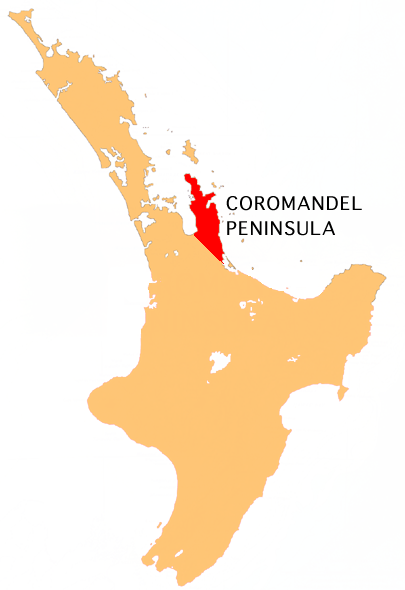
Localização da Península de Coromandel

A Península de Coromandel fica na Ilha Norte da Nova Zelândia. Faz parte da região de Waikato e estende-se por 85 km a norte do extremo ocidental da Baía de Plenty, formando uma barreira natural que protege o Golfo de Hauraki e a baía conhecida como Firth of Thames a oeste das águas do Oceano Pacífico, a leste. No ponto mais largo tem 40 km. A população concentra-se junto das costas do Golfo de Hauraki e da Baía de Plenty. A maior cidade da Nova Zelândia, Auckland, fica na costa do Golfo de Hauraki, 55 km a oeste. A península é claramente visível de Auckland quando o tempo está claro.

## História
Antes do contacto europeu, as pedreiras de Tahanga, na baía de Opito, eram uma importante fonte de basalto, que os maoris utilizavam para fabricar ferramentas de pedra, como cutelos.

## Pessoas
Devido à topografia, a maior parte da população de Coromandel vive num pequeno número de cidades e aldeias ao longo da costa sudeste e sudoeste. Apenas cinco cidades têm mais de 1.000 habitantes (Coromandel, Whitenga, Thames, Tairua e Wongamata) e, destas, apenas Thames, com uma população de 7.440 habitantes, e Whitenga, com uma população de 6.540 habitantes, têm mais de 5.000 habitantes.

## Indústrias e atracções
A área já foi conhecida principalmente pela mineração de ouro de rocha dura e pela extração de madeira kauri, mas agora é um destino turístico popular. A exploração mineira cessou por volta dos anos 80. No final de 2009, o Ministro da Energia e dos Recursos da Nova Zelândia, Gerry Brownlee (Partido Nacional), indicou que havia a possibilidade de renovar a extração mineira nas zonas protegidas, embora tivesse declarado anteriormente que as avaliações dos recursos minerais nas zonas protegidas não indicavam o desejo de aí explorar minas.
Um parque florestal ocupa grande parte do centro da península, e a costa é pontilhada por numerosas praias e vistas panorâmicas. A origem geotérmica da região pode ser comprovada pelas fontes termais, nomeadamente na praia de Hot Water Beach, na costa leste da península. A cidade de Whangamata é um local de férias popular e Whitinganga, em Mercury Bay, é famosa pelos desportos aquáticos. As águas da península são também um destino popular para o mergulho. A Enseada da Catedral, cujo nome se deve ao arco em forma de catedral na falésia de calcário, é um destino popular acessível apenas por barco ou a pé. Nos últimos anos, têm aparecido golfinhos e outras baleias de alto mar ao longo da costa, à medida que os seus números começam a recuperar, como a baleia franca austral, a baleia de Bryde e a baleia corcunda.

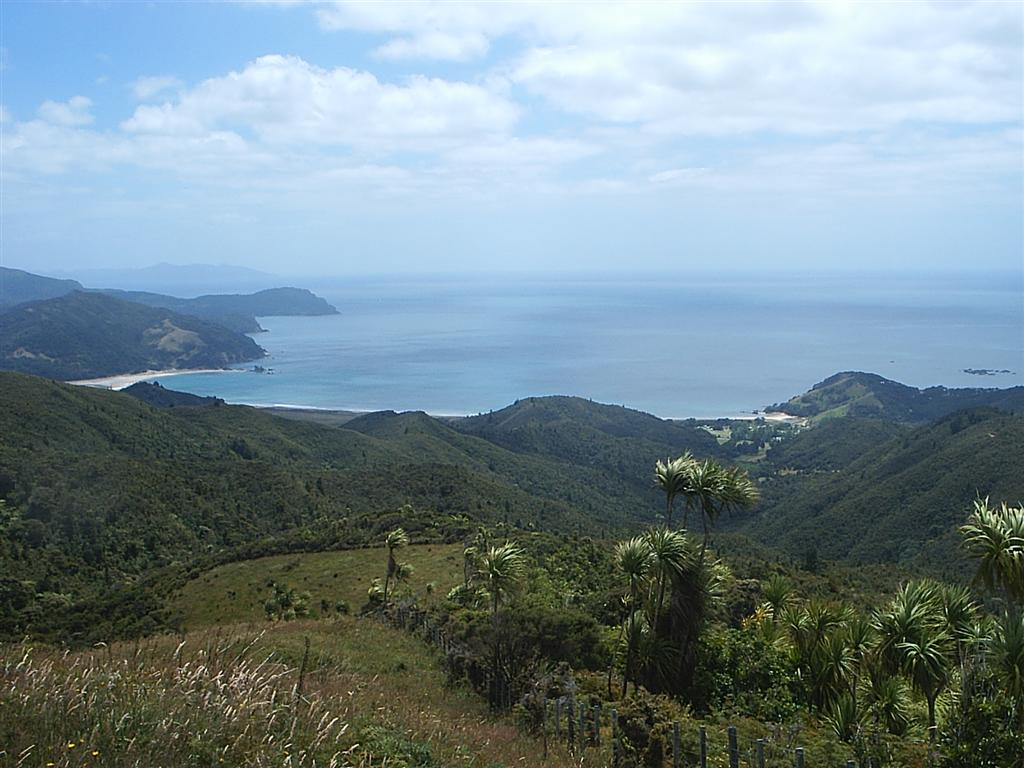
Baía Waikakau, na Península
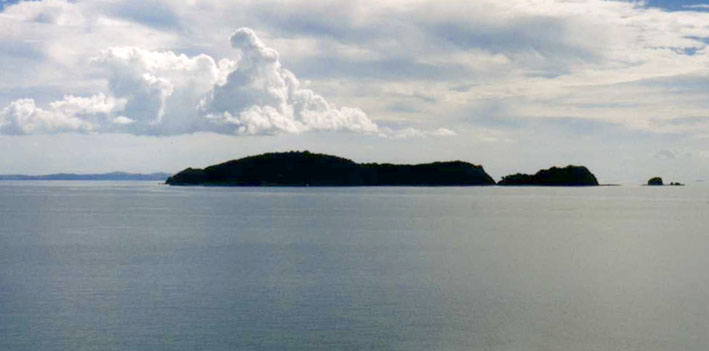
Ilhas Motukawao
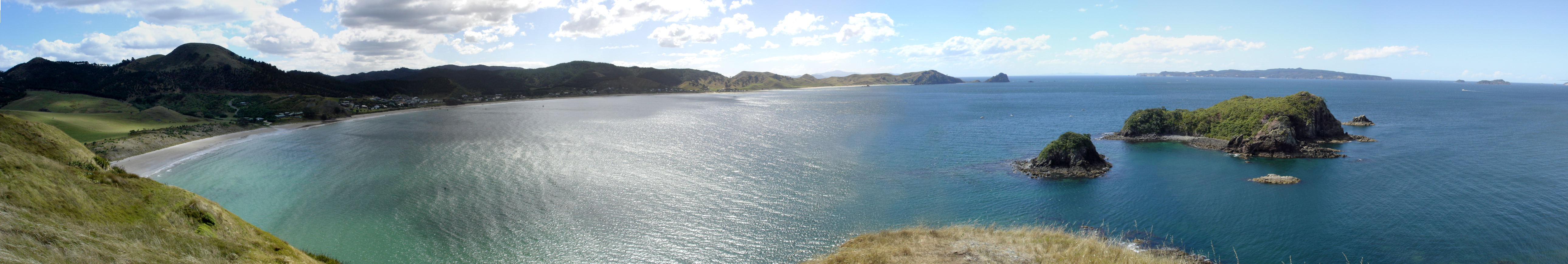
Panorama da Península
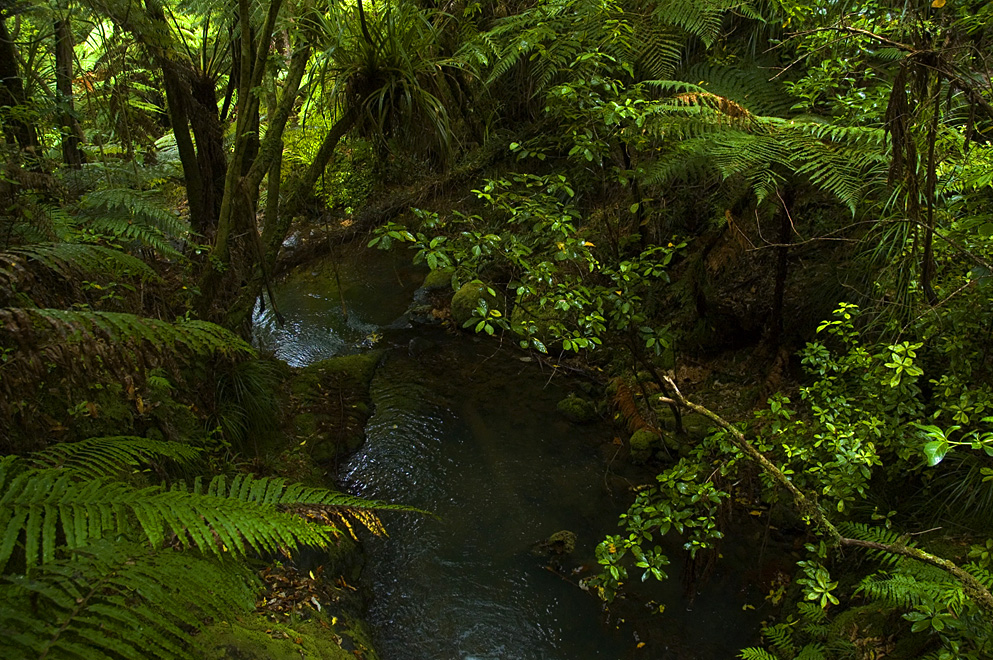
Floresta na Península